# 雲藤義道
雲藤 義道（うんどう ぎどう、1914年〈大正3年〉7月8日 - 2000年〈平成12年〉11月2日）は、浄土真宗の僧、仏教学者。
島根県出身。1937年（昭和12年）に東京帝国大学文学部宗教学科卒業。中山文化研究所、1965年武蔵野女子大学教授、1972年学長、1985年定年退任、名誉教授。武蔵野学院長。

## 著書
- 『明治の仏教 近代仏教史序説』大蔵出版 1956
- 『親鸞の求めたもの 人間性の問題-雲藤義道集』教育新潮社 現代真宗名講話全集 1969
- 『歎異抄のこころ』教育新潮社 仏教文化シリーズ 1982
- 『親鸞の宗教的実践』教育新潮社 1986
- 『親鸞の世界 正信と念仏』教育新潮社 伝道新書 1986
- 『人間教育の原点に立って』鈴木出版 1986

記念論文集
- 『宗教的真理と現代 雲藤義道先生喜寿記念論文集』大野義山編 教育新潮社 1993

## 論文
- Cinii